# Reyhan
Reyhan oder Raihan ist ein türkischer weiblicher Vorname arabischer Herkunft (arabisch ريحان).
Der Name kommt ursprünglich aus dem Arabischen, wo er Duft, starker Geruch bezeichnet. Unter dieser Bedeutung kommt er auch im Koran in der Ar-Rahmān-Sure vor. Aufgrund dessen wurden aromatische Pflanzen wie das Indische Basilikum in der Türkei Reyhan und im arabischen Raum Raihan genannt. Es existiert auch der Schriftstil Rejhan.

## Namensträgerinnen
- Reyhan Karaca (* 1970), türkische Popsängerin
- Reyhan Şahin (* 1980), deutsche Rapperin, Schauspielerin und Sprachwissenschaftlerin
- Reyhan Yıldırım (* 1987), deutsche Comiczeichnerin und -autorin
- Reyhan Angelova (1986–2005), bulgarische Popsängerin